# Titi Floris
Titi Floris est un groupe français de transport de personnes en situation de handicap fondé en 2006 à Orvault, en Loire-Atlantique. Le Groupe français compte plusieurs filiales et participations en France. La société mère est une société coopérative et participative.

## Histoire
L'entreprise est créée en 2006 à Orvault sous statut de société coopérative et participative (Scop).
En 2017, le groupe devient groupement coopératif par la transformation en Scop de sa filiale Titi Services.
En 2019, l'entreprise s'associe au réseau national Citiz pour créer un service d'autopartage sur l'agglomération de Nantes, sous la forme d'une société coopérative d'intérêt collectif (Scic), Citiz Nantes.
En 2021, elle ouvre une agence à Lanester dans le Morbihan et une autre à Quimper dans le Finistère,.

## Implantations, filiales et participations
Outre son siège à Orvault, l'entreprise compte des agences dans vingt départements du Grand Ouest et en Auvergne-Rhône-Alpes,,.
L'entreprise compte une filiale de service à la personne, sous statut Scop, Titi services, et détient des participations dans un restaurant-bar inclusif, La Fraterne, et dans quatre Scic : une coopérative d'habitats partagés des seniors, Hacoopa, un tiers-lieu de l'économie sociale et solidaire à Laval, Level, une coopérative d'autopartage, Citiz Nantes, et une coopérative de gîtes adaptés aux personnes à mobilité réduite,  Gîtes pour tous.

## Organisation coopérative
En 2022, sur 2000 salariés, 300 sont sociétaires de la Scop. Ces sociétaires élisent 11 administrateurs qui forment le conseil d'administration de la Scop.

## Distinctions
En 2019, Titi Floris est lauréat du Prix des Territoires des Grands Prix de la finance solidaire.
En 2022, le dirigeant de la Scop, Boris Couilleau, obtient le prix de l'entrepreneur de l'année Ernst et Young pour l'engagement sociétal de Titi Floris.